# Дрес-код
Дрес-код (англ. dress code — кодекс одягу) — форма одягу, необхідна під час відвідування певних заходів, організацій, закладів і урочистих подій, тобто відповідність зовнішнього вигляду людини певній навколишній ситуації. Якщо висловлюватися простіше — вимога одягатися в певних місцях певним чином.
Дрес-код (нім. Kleiderordnung, фр. code vestimentaire) — неписане правило, регламент у одязі, який показує приналежність людини до певної професійної чи соціальної групи.
Визначення «дрес-код» увійшло в побут сучасної людини на межі XX—XXI ст. як і низка інших нових слів, запозичених з англійської мови.
Відповідність дрес-коду — це не тільки правильний вибір убрання. Сюди входить абсолютно кожна деталь вашого іміджу: взуття, зачіска, макіяж, аксесуари та прикраси.
Нині багато серйозних компаній (як приватні, так і державні структури) вимагають від своїх співробітників чіткого й неухильного дотримання дрес-коду.
Список людей, для яких дотримання дрес-коду відіграє важливу роль: лікарі, бізнесмени, політики, вчителі, учні, студенти, співробітники державних та банківських установ, співробітники будь-яких компаній, до обов'язків яких належить спілкування з клієнтами, постачальниками або партнерами.
Для різних життєвих ситуацій та відвідування заходів у запрошеннях може вказуватися певний дрес-код:
- Business — для ділових зустрічей;
- Formal — для урочистих заходів;
- Cocktail — для неформальних заходів;
- Casual — для повсякденного життя (навчання, роботи)[2].

Дрес-код організації вважається компонентою корпоративної культури фірми і важливою частиною її бренду. Відповідний до стандартів бізнес-етикету, зовнішній вигляд співробітника відіграє важливу роль у довірі клієнта до фірми в цілому, демонструє стан справ у компанії, показує повагу до ділових партнерів і клієнтів, впливає на внутрішню комунікацію між співробітниками. Вимоги до одягу працівника можуть бути закріпленими у трудовому контракті, за порушення в такому разі передбачаються санкції.